# 吉里舒德克里什鄉
47°04′N 21°47′E / 47.067°N 21.783°E
吉里舒德克里什鄉（羅馬尼亞語：Comuna Girișu de Criș, Bihor），是羅馬尼亞的鄉份，位於該國西北部，由比霍爾縣負責管轄，面積45平方公里，海拔高度104米，2011年人口3,588，人口密度每平方公里80人。